# Berville, Seine-Maritime
Berville är en kommun i departementet Seine-Maritime i regionen Normandie i norra Frankrike. Kommunen ligger i kantonen Doudeville som tillhör arrondissementet Rouen. År 2022 hade Berville 709 invånare.

## Befolkningsutveckling
Antalet invånare i kommunen Berville
| Referens: INSEE |